# Ambax
Ambax település Franciaországban, Haute-Garonne megyében. Lakosainak száma 59 fő (2022. január 1.). Ambax Mauvezin, Castelgaillard, Goudex, Riolas, Sénarens és Cazac községekkel határos.

## Népesség
A település népességének változása:
| Lakosok száma | 83   | 76   | 77   | 69   | 68   | 67   | 67   | 64   | 62   | 59   |
|               | 1968 | 1982 | 1990 | 2006 | 2013 | 2015 | 2017 | 2019 | 2020 | 2022 |